# Artașat
Artashat (denumire veche „Artaxata”) este un oraș cu o populație de 35.100 locuitori care este capitala provinciei Ararat din Armenia. El se află pe malul râului Aras  (Araxes) la 23 de km est de Erevan.

## Istoric
Prima atestare documentată a localității datează din 190 îdeH.